# CIPC
CIPC (англ. CLOCK interacting pacemaker) – білок, який кодується однойменним геном, розташованим у людей на 14-й хромосомі. Довжина поліпептидного ланцюга білка становить 399 амінокислот, а молекулярна маса — 42 692.
| 10         |  | 20         |  | 30         |  | 40         |  | 50         |
| ---------- |  | ---------- |  | ---------- |  | ---------- |  | ---------- |
| MERKNPSRES |  | PRRLSAKVGK |  | GTEMKKVARQ |  | LGMAAAESDK |  | DSGFSDGSSE |
| CLSSAEQMES |  | EDMLSALGWS |  | REDRPRQNSK |  | TAKNAFPTLS |  | PMVVMKNVLV |
| KQGSSSSQLQ |  | SWTVQPSFEV |  | ISAQPQLLFL |  | HPPVPSPVSP |  | CHTGEKKSDS |
| RNYLPILNSY |  | TKIAPHPGKR |  | GLSLGPEEKG |  | TSGVQKKICT |  | ERLGPSLSSS |
| EPTKAGAVPS |  | SPSTPAPPSA |  | KLAEDSALQG |  | VPSLVAGGSP |  | QTLQPVSSSH |
| VAKAPSLTFA |  | SPASPVCASD |  | STLHGLESNS |  | PLSPLSANYS |  | SPLWAAEHLC |
| RSPDIFSEQR |  | QSKHRRFQNT |  | LVVLHKSGLL |  | EITLKTKELI |  | RQNQATQVEL |
| DQLKEQTQLF |  | IEATKSRAPQ |  | AWAKLQASLT |  | PGSSNTGSDL |  | EAFSDHPAI  |

A: Аланін

C: Цистеїн

D: Аспарагінова кислота

E: Глутамінова кислота

F: Фенілаланін

G: Гліцин

H: Гістидин

I: Ізолейцин

K: Лізин

L: Лейцин

M: Метіонін

N: Аспарагін

P: Пролін

Q: Глутамін

R: Аргінін

S: Серин

T: Треонін

V: Валін

W: Триптофан

Кодований геном білок за функціями належить до репресорів, фосфопротеїнів. 
Задіяний у таких біологічних процесах, як транскрипція, регуляція транскрипції, біологічні ритми. 
Локалізований у цитоплазмі, ядрі.